# قيس عبد الكريم
قيس كامل عبد الكريم خضر وكنيته أبو ليلى سياسي فلسطيني من أصل عراقي مقيم في رام الله، عضو المكتب السياسي للجبهة الديمقراطية لتحرير فلسطين وعضو المجلس التشريعي الفلسطيني عن الجبهة، حيث يترأس قائمة «البديل» التي تجمع عدة احزاب يسارية فلسطينية. كان من المؤسسين الأوائل للجبهة الديمقراطية في نهاية الستينات من القرن الفائت ومثلها في عدة محافل.
في 28 فبراير 2023، قلده الرئيس الفلسطيني محمود عباس النجمة الكبرى من وسام القدس.